# Heppiella
Heppiella é um género botânico pertencente à família Gesneriaceae.

## Espécies
Este gênero é constituído por 24 espécies:
- Heppiella ampla
- Heppiella atrosanguinea
- Heppiella cordata
- Heppiella corymbosa
- Heppiella cubensis
- Heppiella grandifolia
- Heppiella guazumaefolia
- Heppiella guazumifolia
- Heppiella karsteniana
- Heppiella naegelioides
- Heppiella ovata
- Heppiella parviflora
- Heppiella pauciflora
- Heppiella repens
- Heppiella rosea
- Heppiella rupincola
- Heppiella scandens
- Heppiella stenocalyx
- Heppiella trianae
- Heppiella trianac
- Heppiella ulmifolia
- Heppiella verticillata
- Heppiella viscida
- Heppiella warszewiczii